# Усенко, Александр Андреевич
Александр Андреевич Усенко (29 октября 1941, Уссурийск) — российский художник.

## Биография
Родился 29 октября 1941 года в Уссурийске. В 1959 году окончил среднюю вечернюю школу рабочей молодёжи.
В 1959 году поступил во Владивостокское художественное училище, которое успешно окончил в 1964 году. С 1964 по 1967 год служил в Советской Армии. 
С 1968 года участвует в выставках. Член Союза художников СССР с 1977 года.
С 1971 года по 1989 год принимал активное участие в работе «Шикотанской творческой группы».
В 1975 году участвовал в Международной выставке-конкурсе молодых художников Социалистических стран в Софии (Болгария).
В 1984 году участвовал в Международном пленере в Вильнюсе. Награжден дипломом и памятной медалью Союза Художников Литвы. 
Награждался Почетными грамотами Союза Художников России в 1994, 2001 и 2010 годах.
Избирался делегатом VII Съезда Союза художников России, членом Правления Приморской организации СХ России. Член корреспондент Международной Академии Культуры и искусств с 2008 года. Награждён серебряным орденом «Служение искусству» (2008).
Работы Александра Усенко отмечены в академическом исследовании В. С. Манина «Русский пейзаж».
В декабре 2021 года, на открытии персональной выставки в Ростове-на-Дону Александру Усенко была вручена Золотая медаль им. Сурикова Союза художников России «За выдающийся вклад в изобразительное искусство России».
С 2001 года живет и работает в Ростове-на-Дону.

## Работы находятся в собраниях
- Ростовский областной музей изобразительных искусств, Ростов-на-Дону.
- Литовский национальный художественный музей, Вильнюс.[3]
- Музей современного изобразительного искусства на Дмитровской, Ростов-на-Дону.[6]
- Приморская государственная картинная галерея, Владивосток.
- Дальневосточный художественный музей, Хабаровск.
- Уссурийский музей, Уссурийск.[7]
- Читинский областной художественный музей, Чита.[3]
- Сахалинский областной государственный художественный музей, Южно-Сахалинск.
- Сочинский художественный музей им. Д. Д. Жилинского, Сочи.[3]
- Музей-заповедник «Дмитровский кремль», Дмитров.[8]
- Частные коллекции России, Германии, Франции, Испании, США, Южной Кореи, Японии, Китая, Литвы.[3]

## Персональные выставки
- 2021 — «Александр Усенко. Живопись». Выставочный зал Союза художников, Ростов-на-Дону.[5][1][3]
- 2004 — «Александр Усенко». Выставочный зал Союза художников, Ростов-на-Дону.
- 2001 — «Александр Усенко». Уссурийский музей, Уссурийск.
- 2001 — «Александр Усенко». Приморская государственная картинная галерея, Владивосток.[9]
- 1991 — «Александр Усенко. Живопись». Приморская государственная картинная галерея, Владивосток.